# Абразивний інструмент

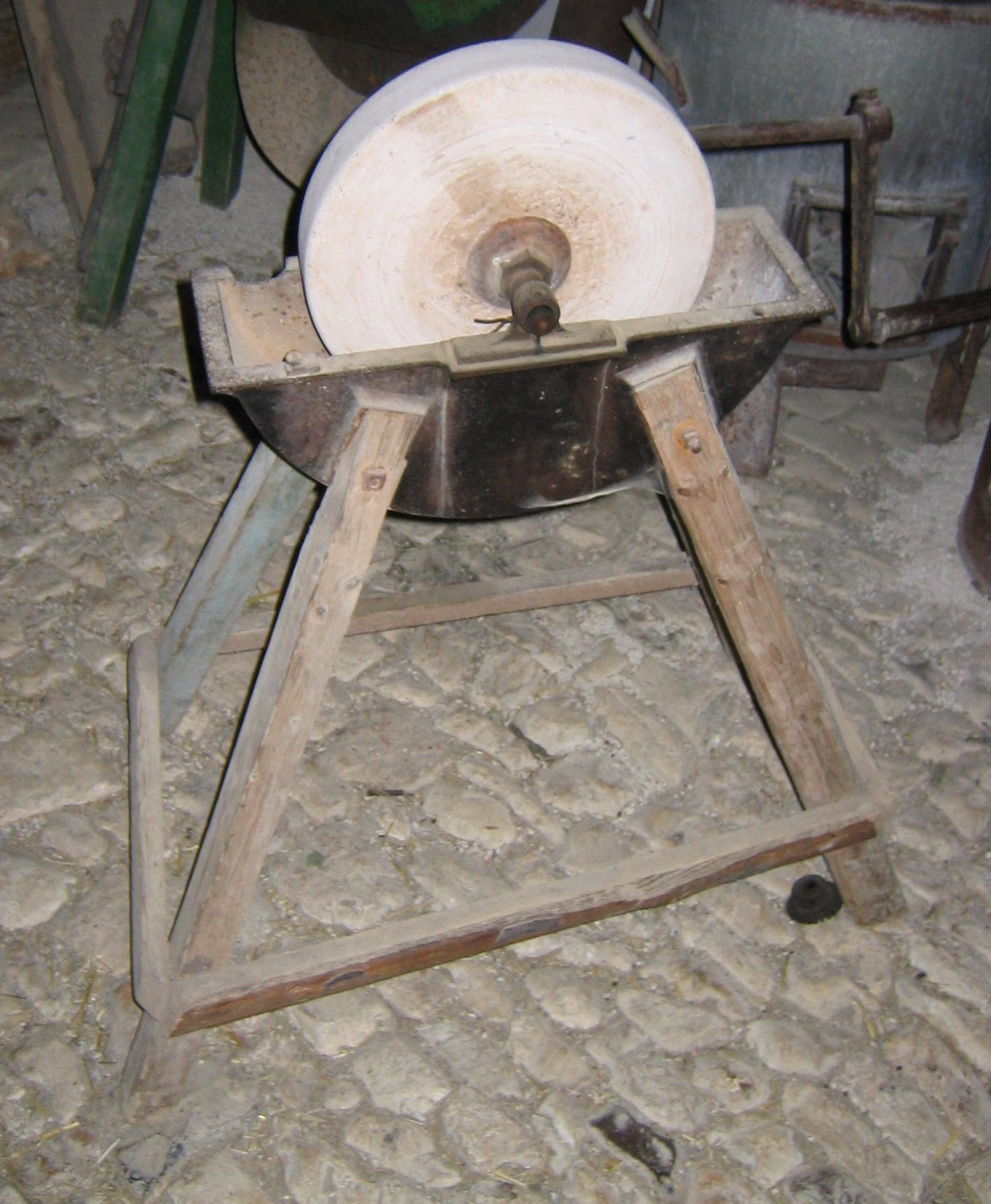
A grinding wheel with a reservoir to hold water as a lubricant and coolant.

Абрази́вний інструме́нт — це різальний інструмент, призначений для абразивного оброблення. Залежно від виду використаного абразивного матеріалу розрізняють алмазні, ельборові, електрокорундові, карбідокремнієві та інші абразивні інструменти. Застосовування АІ під час обробки різних деталей машин механізмів і приладів, забезпечує точність обробки до 1-4 мкм і параметрами шорсткості поверхні Ra 0,2-0,08 мкм. Абразивну обробку широко використовують в інструментальному виробництві, де всі операції здійснюють за допомогою абразивних інструментів.

## Основні типи та розміри кругів на керамічних та органічних зв'язках
До абразивних інструментів відносять шліфувальні круги, головки, сегменти, бруски на гнучкій основі, еластичні круги, шкурки, стрічки, пасти. З цих інструментів найпоширенішими є шліфувальний круг. Це тіло обертання, яке приймає різні розміри та профілі в осьовому перерізі.
Абразивний інструмент має пори (пустоти). Співвідношення між кількістю зв'язок і між порами визначає твердість абразивного матеріалу, а між кількістю зв'язки та зерен — його структуру. Твердість абразивного матеріалу — властивість зв'язків чинити опір викришуванню абразивних зерен з його робочої поверхні.
Алмази та ельборові абразивні інструменти не мають пустот, вони вміщують зерна і зв'язки, за винятком ельборових інструментів на керамічній зв'язці, що відрізняються за твердістю і в яких передбачено отримання певної кількості пор у процесі виготовлення.
Природні та синтетичні алмази регламентовані ГОСТ 9206-80Е. Шліфувальні порошки із природних алмазів випускають марок А1, А2, А3, А5, А8, із синтетичних АС2, АС4, АС5, АС15, АС20, АС50, цифровий індекс у природних алмазів показує вміст зерен ізотермічної форми, виражений десятими відсотків, у синтетичних алмазів — середнє-арифметичне значення показників міцності всіх зернистостей певної марки, виражене в ньютонах.
Мікропорошки випускають нормальної й підвищеної абразивної здатності мікропорошки нормальної абразивної здатності із природних алмазів позначають АМ, із синтетичних алмазів АСМ, мікропорошки підвищеної абразивної здатності відповідно позначають АН, АСН. До літерного позначення у мікропорошків додають цифровий індекс 5, що означає долю зерен великої фракції в відсотках; 5 — вміст великої фракції до 5 %; 1 — 80 1 %.
Природні алмази застосовують у будівельній індустрії, в процесі під час виготовлення бурового і покрівельного інструменту (А5, А8).
Синтетичні алмази АС2, АС4, АС6 — застосовують у процесі обробки заготовок із твердих сплавів, кераміки, каменю і кольорових металів: АС2, АС4 — для інструментів на органічній зв'язці, АС6 — на металічній зв'язці, АС15-50 металічних зв'язках, що працюють у важких умовах, за обробки неметалічних матеріалів.
Мікропорошки з субмікропорошками використовують для доведення і полірування заготовок із важкооброблюваних сталей, твердих неметалічних матеріалів напівпровідників.
Порошки із синтетичних полікристалічних алмазів, отримані шляхом дроблення синтетичних алмазів відповідної марки (баллас — АРВ-1, карбонадо АРК-4, спек АРС-3), рекомендують застосовувати під час виготовлення інструментів для попереднього копіювання, різання склопластиків, буріння, обробки каміння, правлення шліфувальних кругів.
Кубічний нітрид бору (ельбор, кубоніт) використовують для обробки заготовок зі сталі, чавуна та особливо ефективно під час кінцевого та профільного шліфування термооброблених заготовок із високолегованих конструкційних жароміцних і корозійностійких сталей високої твердості й загострення сталевих різальних інструментів. Залежно від показників механічної міцності ельбор поділяють на марки:
- ЛО — звичайної міцності; Ельбор зернистості 20 має механічну міцність <=3,0H;
- ЛП — підвищеної механічної міцності;
- ЛВМ — високоміцний КНБ. Твердість 6,1Н з високим вмістом зерен основної фракції.

## Абразивні інструменти з електрокорунду та карбіду кремнію
Найпоширенішими є круги прямого профілю ПП, ПВ. Вони використовуються для круглого зовнішнього, внутрішнього, безцентрового і плоского шліфування. Якщо затискні фланці можуть перешкодити підвищенню круга в зону шліфування, то слід застосувати шліфувальні круги з циліндричними виточками з одного або двох боків (типи ПВ, ПВД). Конічні виточки кругів ПВК, ПКДК з одного або двох торців служать для зменшення площі контакту бокової поверхні круга з заготовки під час шліфування буртиків і фланців на круглошліфувальному верстаті, внаслідок чого зменшується тепловиділення і поліпшується виведення стружки і якість шліфованої поверхні.
Плоскі круги з конічним профілем рекомендовані в тих випадках, коли в зоні шліфування обмежений простір, в основному для загострення фрез круги форми D називають дисками, вони призначені для відрізних і прорізних робіт і шліфування глибоких пазів виготовляють їх товщиною 0,5-5 мм і діаметром 80-500 мм.
Круги-кільця (7К та 2К) застосовують для плоского шліфування. На планшайбі верстата їх закріпляють за допомогою цементної речовини. Форма 2Ц використовується тоді, коли необхідно мати надійне закріплення; круги 2Ц, 2К — для загострення інструментів і плоского шліфування важкодоступних місць (напрямних станин, ластівкових хвостів). Крім цього 2Ц із товстими стінками призначаються для внутрішнього шліфування циліндричних поверхонь з буртиками або ж для глухих отворів.
Тарілкоподібні круги форми 1Т, 2Т, 3Т рекомендується для загострення різальних інструментів у тому разі, коли вільний простір у зоні шліфування обмежений.
Шліфувальні круги малих розмірів називають головками, згідно з ГОСТ 2447-74 передбачено 7 різновидів. Вони застосовуються для внутрішнього шліфування обробки фасонних поверхонь, зняття задирок, зачищення, де не можуть бути використані шліфувальні круги. Головку закріплюють на шпинделі верстата за допомогою різцевої шпильки. На протилежному кінці вона має насічку, яка входить у глухий отвір головки та фіксується клейкою речовиною.
Шліфувальні круги великих розмірів роблять збірними з окремих сегментів. Ці круги в основному застосовують для плоского торцевого шліфування. Вони мають переривчасту робочу поверхню, що забезпечує їх роботу з меншою зоною контакту, внаслідок чого зменшується нагрів оброблюваних деталей.

## Вибір зернистості абразивного інструменту
Вибір зернистості абразивного матеріалу залежить в основному від виду точності, якості обробки, властивостей обробного матеріалу і форми поверхні деталі. Великозернисті круги застосовують на потужних верстатах під час усунення припусків, а також під час обробки латуні, міді, де виникає підвищена небезпека заяложування.
Зернистість — умовне позначення шліфувального матеріалу, що відповідає розміру абразивних зерен основної фракції. Згідно з ГОСТ 3647-80 абразивні матеріали ділять на такі групи:
- шліфзерно;
- шліфпорошки;
- тонкі мікрошліфпорошки.

Зернистість шліфзерна і шліфпорошків позначають як 0,1 розміру сторони чарунки сита в мікрометрах, на якому затримується зерня основної фракції при їх просіюванні. Зернистість мікропорошків позначають по поверхні кордону зерен основної фракції.
Згідно з відсотковим вмістом зерен основної фракції, зернистість ділиться на індекси:
- В — з високим вмістом (60-65 %) для мікропорошків;
- П — з підвищення (45-55 %) для кругів класу АА діаметром до 300 мм;
- Н — з нормальним вмістом (41-37 %) для кругів на органічній зв'язці, шкурки.

## Зв'язка абразивного інструменту
Зв'язка — власне зв'язна речовина та наповнювачі. Вид зв'язки має визначальне значення для міцності і режимів роботи абразивного інструменту. При виробництві абразивного інструменту застосовують два види зв'язок: неорганічні (мінерального походження) і органічні. До органічних зв'язок відносяться: бакелітова, вулканітова, епоксидна. Неорганічні зв'язки (керамічні) є багатокомпонентними сумішами, складеними в певних пропорціях з подрібнених сирих матеріалів: вогнетривкої глини, плавунів (польового шпату, борного скла), тальку і ряду інших матеріалів. Недоліком керамічної зв'язки є її висока крихкість, внаслідок чого круги на цій зв'язці не можуть використовуватися при ударних навантаженнях (обдирне і силове шліфування), а їх низька межа міцності при згинанні не допускає застосування таких кругів для відрізних робіт.
Основа бакелітової зв'язки — фенолформальдегідні смоли (рідкі та порошкоподібні) з наповнювачами неорганічної природи (кріоліт, пірит, алебастр і ін.). Абразивний інструмент на бакелітовій зв'язці має високу міцність, особливо на стиск і ударну міцність, перевершуючи за цими показниками інструмент на основі кераміки. Висока міцність бакелітової зв'язки дозволяє абразивному інструменту працювати при великих навантаженнях і високих швидкостях обробки — вище 80 м/с. До недоліків бакелітової зв'язки слід віднести її невисоку теплостійкість — деструкція відбувається при температурах 400° — 700°С, вона недостатньо стійка до дії лужних розчинів, що обмежує застосування охолоджувальних рідин (небажане застосування розчинів, що містять луги понад 1,5 %).
Вулканітова зв'язка — багатокомпонентна композиція, основний компонент — синтетичний каучук. Як добавки: вулканізувальний агент — сіра, прискорювачі вулканізації (каптакс, тіурам і ін.), мінеральні та органічні наповнювачі, які регулюють фізико-механічні та експлуатаційні властивості абразивних інструментів і формувальні властивості маси. Інструмент на вулканітовій зв'язці еластичний і щільний, тому може використовуватися як при звичайних видах шліфування, так і на відрізних операціях. Круги на вулканітовій зв'язці можуть бути виготовлені дуже тонкими. Недоліком є низька теплостійкість (250°-300°С) і слабке закріплення зерна в зв'язці, що пояснює нижчу зносостійкість кругів порівняно з бакелітовими і керамічними.
Зв'язка, разом з маркою зерна і зернистістю, є найважливішою характеристикою абразивного інструменту і визначає область його застосування, ріжучу здатність, економічну ефективність. Експлуатаційні показники абразивних армованих кругів залежать від структури, твердості, теплофізичних властивостей зв'язки, особливо теплопровідності, теплоємності і температуропровідності. Зв'язка повинна забезпечувати не тільки високу різальну здатність круга, але й найповніше використання абразивного зерна в інструменті. Вона не тільки утримує різальні зерна в крузі, але і взаємодіє з оброблюваним матеріалом, істотно впливає на процеси, що відбуваються в зоні контакту. В результаті тертя зв'язки утворюється тепло, кількість якого залежить від її складу і фрикційних властивостей. Вона повинна мати високу адгезію до поверхні абразивного зерна, забезпечувати розкриття нових ріжучих зерен і видалення затуплених, тобто постійну роботу круга з самозаточуванням. Інакше зношені зерна не випадатимуть із зв'язки, що приведе до залипання різального краю і втрати працездатності круга.
Абразивні армовані круги виготовляють на бакелітовій зв'язці, які мають високу питому міцність, пружність, порівняно високі експлуатаційні показники. Її зв'язними речовинами є продукти фенолформальдегідних смол: фенолове порошкоподібне зв'язне СФП-012А (аналог пульвербакеліта ПБ) і зволожувач — рідкий бакеліт БЖЗ з умовною в'язкістю 2-10 с. СФП — тонкий порошок від білого до темно-коричневого кольору, що складається з подрібненої суміші фенолформальдегідної смоли з стверджувачем уротропіном. Кількість уротропіну становить 6-9 % маси смоли. СФП має високу вологостійкість, легко поєднується з іншими порошкоподібними компонентами. Теплостійкість його значно нижча за температуру, яка виникають в процесі роботи абразивного круга, і не перевищує 250°С. При нагріві зв'язне проходить стадії розм'якшення в інтервалі 50…100°С і твердіння після 140°С. Після твердіння при 185°С зв'язне набуває високої міцності та стійкості до розчинення у воді. При тривалому зберіганні СФП поглинає з повітря вологу і збирається в грудки, що приводить до утворення раковин і здуття при термічній обробці кругів. Тому зв'язне повинне зберігатися в закритій тарі.
Рідкий бакеліт використовують для зволоження абразивних зерен на зв'язному СФП. Рідкий бакеліт — в'язка однорідна рідина, що не містить зважених часток, коричнево-бурого кольору. При нагріванні в результаті складних хімічних реакцій твердіє. При цьому розчинник випаровується і бакеліт втрачає до 20 % маси.
До складу зв'язки для підвищення фізико-механічних властивостей абразивних армованих кругів вводять наповнювачі різного функціонального призначення. Вони можуть змінювати теплофізичні властивості зв'язки і твердість круга, підвищувати його міцність і ріжучу здатність, забезпечувати змащення в зоні різання, здійснювати хімічну дію на оброблюваний матеріал та інші параметри інструменту.
Властивості круга багато в чому залежать від параметрів абразивного зерна. Оскільки електрокорунд — в основному це окис алюмінію, зерно достатньо добре взаємодіє із зв'язкою, що забезпечує при раціональному технологічному режимі високу адгезію. Полімерні зв'язні, розташовані поблизу поверхні зерна, багато в чому визначають властивості всієї композиції. Наповнювач може цьому сприяти, якщо він активний по відношенню до зв'язного.

## Вибір зв'язок абразивного інструменту
З'єднання абразивних зерен у суцільне тіло здійснюється за допомогою зв'язок, які поділяються на органічні (бакелітова, гліфталева, вулканічна) і неорганічні (керамічна, магнезіальна, силікатна). Комбінації органічних і неорганічних речовин утворюють метало-органічні і метало-керамічні та інші види зв'язок.
Бакелітова зв'язка готується зі штучної смоли-фенолу і формаліну. Вона позначається як Б і має різновиди:
- Б, Б1 — виготовляється з пульвербакеліту;
- Б2 — із рідкого бакеліту;
- Б3 — застосовується при відрізанні і прорізанні заготовок.

Круги на цій зв'язці використовується для різце-шліфувальних і тонких кругів під час плоского-шліфування. Круги на такій зв'язці мають високу міцність і пружність, великі колові швидкості. Проте вони мають недостатню стійкість проти дій охолоджувальних рідин, зокрема тих, що містять луги, малу пористість, що робить важчим усунення стружки внаслідок чого вони схильні замащуватися, мають низьку вогнестійкість (при температурі 300 °C зв'язка виростає). Зчеплення зв'язки з зерном недостатнє, тому круги швидко спрацьовуються і втрачають заданий профіль.
Гліфталева зв'язка застосовується для виготовлення шліфувальних кругів, призначених для фінішних операцій над деталями із загартованих сталей. Гліфталь — синтетична смола, що отримується на основі гліцерину і фталевої кислоти.
Вулканітову зв'язку отримують шляхом вулканізації каучуку. Куски на вулканітовій зв'язці порівнюють з бакелітовою пружніші, щільніші, володіють більшою полірувальною дією. Разом з тим вона має і недоліки — менш міцна та теплостійка. При t° 150 °C зв'язка розмішується і абразивні зерна вдавлюються в неї. ЇЇ використовують для виготовлення кругів обмеженої твердості — СМ, С, СТ, Т.
Керамічні зв'язки вважають найпоширенішими. Вони використовуються у виготовленні кругів для всіх видів шліфування. У промисловості переважають декілька видів керамічних зв'язок, для інструменту із електрокорундових матеріалів К1, К2, К4, К5, К6, К8 для інструментів із карбідокремнієвих К3, К10.
Керамічна зв'язка вогнетривка, водостійка, характеризується хімічною стійкістю, має відносно високу стійкість. Інструменти виконані на керамічній зв'язці чутливі до удару і навантажень згину. Керамічна зв'язка виготовляється з вогнестійкої глини, польового шпату, кварцу, крейди, тальку, рідкого скла та інші, взятих у певній пропорції.
Магнезіальна зв'язка М складається з магнезиту і хлористого магнію. Вона гідроскопічна, круги виконані на їх основі мало нагрівають деталь, проте малостійкі. Застосовуються рідко при плоскому шліфуванні для кругів, виготовляються з природного корунду та наждаку.
Силікатна зв'язка складається із рідкого скла, глини, крейди. Вона достатньо міцна менш нагріває оброблювальну деталь ніж кераміка. Використовується рідко, тому що має зчеплення з абразивними зернами.
Металічна зв'язка — це сплав міді, олова, цинку, алюмінію, нікелю та інших металів застосовується в основному для алмазних та ельборових кругів. Металічні зв'язки бувають порошкові і гальванічні. Порошкові зв'язки використовують для кругів попередньо оброблених або кінцевої шорсткості обробленої поверхні не вище ra 0,03 мкм.
Кожен вид шліфувальних інструментів на жорсткій основі — це тіло утворене абразивними зернами, з'єднаними різними видами зв'язок.

## Характеристики абразивного інструменту
Здатність зв'язки інструменту утримувати абразивні зерна характеризує твердість, яка визначається його призначенням. За ступенями твердості абразивні інструменти поділяють:
- м'які — М1, М2, М3;
- середньо-м'які — СМ1, СМ2;
- середні — С1, С2;
- середньо-тверді — СТ1, СТ2, СТ3;
- тверді — Т1, Т2;
- дуже тверді — ВТ1, ВТ2;
- надзвичайно тверді — ЧТ1, ЧТ2.

Твердість абразивних інструментів залежить від кількості та якості зв'язок, виду абразивного матеріалу, форми і розмірів абразивних зерен, та технічного процесу виготовлення (тиску пресування, температури і часу відпалу)
Цифри 1, 2, 3 в позначенні ступені твердості характеризують твердість в порядку її зростання. Твердість абразивного інструменту на мінімальній зв'язці зернистістю 125-16 визначають на піскоструменевому приладі за глибиною 9 мкм, утвореної струменем кварцового піску, який випускається стиснутим повітрям під тиском 1500 ТПа. В цьому разі твердість круга вища, якщо 9 мкм менше.
Правильний вибір твердості інструменту вирішальний чином впливає на продуктивність процесу і якість обробленої поверхні. У виборі твердості шліфувального круга керуються подальшим: чим твердіший обробний матеріал, тим м'якший повинен бути шліфувальний круг. У цьому разі різальні зерна будуть швидше спрацьовуватися, тому необхідно, щоб вони швидше усувалися і змінювалися іншими гострішими. При цьому швидко втрачається форма круга; для її збереження під час обробки термооброблених сталевих заготовок фасонного профілю застосовують твердіші круги.
Структура абразивного інструменту. За структурою інструмент поділяється на 12 груп, яким присвоюють номери від 1 до 12. Чим вище число, тим менш зерен, більше зв'язки і пустот. Структури 1-4 відносять до закритих (щільних), структури 5-8 — до середніх, 9-12 — до відкритих. У високопористих кругів бувають і вінці номери структур. Структура круга характеризує співвідношення між об'ємом абразивних зерен, зв'язки та пустот у тілі інструменту. Відкрита структура забезпечує велику відстань між абразивними зернами, краще відведення стружки і дає змогу працювати на підвищених режимах. Проте круги відкритої структури мають меншу міцність. На вибір структури впливає матеріал деталі, вимоги до якості її поверхні, вид і умови шліфування. Так, тверді і крихкі матеріали обробляють кругом закритих структур. Абразивний інструмент за твердістю необхідно вибирати так, щоб він працював у умовах самозагострення, коли в міру затуплення абразивних зерен під дією збільшення сили різання вони усуваються із складу круга і в роботу вступають нові не затуплені зерна. Чим твердіше оброблюваний матеріал, тим м'якше мають бути круги. В цьому різальні зерна будуть швидко стиратися, усуватися і змінюватися іншими гострішими.

## Шліфувальні круги із алмазів та кубічного нітриду бору
Алмазні і ельборові круги складаються з корпуса на якому закріпляються робочий шар, виняток складають круги прямого профілю, малих діаметрів, алмазні до 13 мм, ельборові до 22 мм, які повністю вміщують робочий шар.
Корпуси кругів виготовляють із алюмінієвого сплаву АК6, або із сталей 35, 45, Ст3; корпуси кругів на органічній зв'язці керамічними із нормального або білого електрокорунду. Робочий шар кругів складаються із алмазних або 'ельборових порошків, зв'язки і наповнювача.
Робочий шар на металічній зв'язці з'єднується у процесі гарячого пресування' безпосередньо у корпусом або через проміжне кільце, яке після цього запресовується на корпус і додатково закріплюється на ньому шрифтами або гвинтами. Кільце із робочого шару кругів на органічній зв'язціз'єднують з корпусом ізелюмобакелітового або карболітового порошку методом гарячого пресування, або наклеювання за допомогою клею ВК-32-200. Гальванічним способом закріплюють дрібнозернисті круги і правлять ролики складної форми в тих випадках, коли виготовлення інструменту не моду бути здійснено у пресформах. З'єднання робочого шару і керамічного корпусу кругів із ельбору на керамічній зв'язці протікає в процесі гарячого пресування і спікання. Товщина робочого шару для більшості корпусів перебуває у межах 4,5-5 мм і тільки для кругів прямого профілю досягає 20 мм.
Маркування алмазних та ельборових кругів із зовнішнім діаметром 50 мм і більше наносять на корпус. У ньому вказують товарний знак заводу, позначення круг, зернистість порошку, його концентрацію в робочому шарі, марку зв'язки, номери круга і стандарт та рік виготовлення. Для кругів із ельбору на керамічній зв'язці додатково зазначають твердість і структуру круга.
Алмазні порошки випускають зернистістю:
- У широкому діапазоні — 400/250, 250/160, 160/100, 100/63, 63/40;
- у вузькому — 400/315, 315/250, 250/200, 200/160, 120/100, 100/80, 80/63, 63/50, 50/40.

Мікропорошки випускають такою зернистістю 50/40, 40/18, 28/20, 20/14, 14/10, 10/7, 7/5, 5/3, 3/2, 2/1, 1/1. Субмікропорошки: 1/0,5; 0,5/0,3; 0,3/0,1; 0,1/0.
Круги на металічній зв'язці працюють тільки з охолодженням, оскільки вони швидко замащуються. Внаслідок високої зносостійкості їх радять для обдирального шліфування, відрізання, і загострення з великим зніманням. Круги на органічній зв'язці працюють з охолодженням; без нього їх рекомендують для чистового і обдирального шліфування, чистового загострення і доведення різальних інструментів.